# Pointes Longues
Les pointes Longues sont un sommet de France situé dans les Alpes, en Haute-Savoie. Avec 2 451 mètres d'altitude, il domine la vallée de l'Arve, notamment Sallanches, au sud-est et Le Reposoir au nord-ouest. Il se trouve dans la chaîne des Aravis, au sud-ouest de la tête de la Forclaz par-delà la combe des Nants et au nord-est de la pointe de Bella Cha.

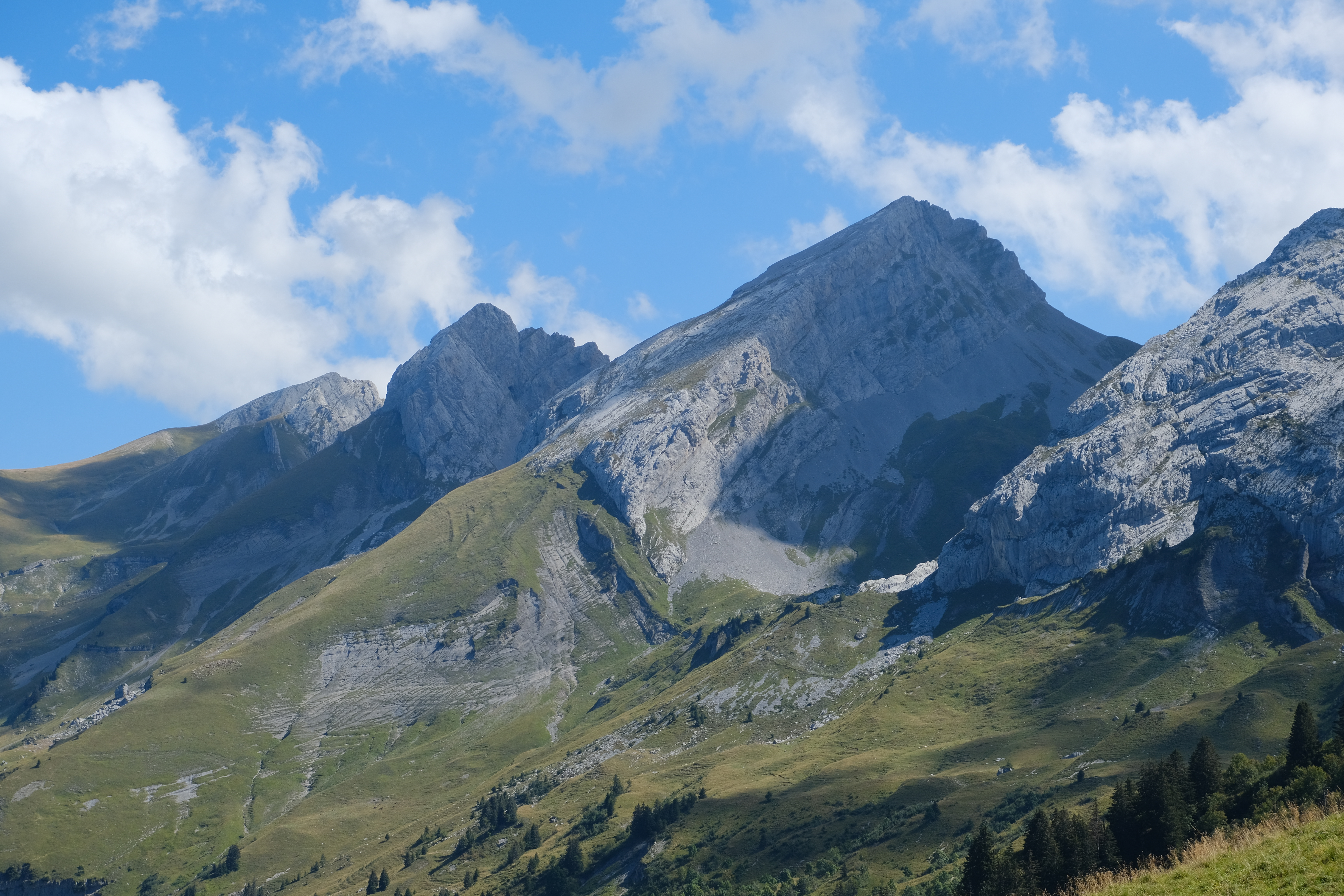
Les pointes Longues (centre gauche) entourées par la tête de la Forclaz (à gauche) et la pointe de Bella Cha (à droite) vues depuis le sud-ouest.